# Систерн ла Форе
Систерн ла Форе (фр. Cisternes-la-Forêt) насеље је и општина у централној Француској у региону Оверња, у департману Пиј де Дом која припада префектури Риом.
По подацима из 2011. године у општини је живело 480 становника, а густина насељености је износила 14,29 становника/km². Општина се простире на површини од 33,58 km². Налази се на средњој надморској висини од 800 метара (максималној 945 m, а минималној 592 m).

## Демографија
| 1962. | 1968. | 1975. | 1982. | 1990. | 1999. | 2011. |
| ----- | ----- | ----- | ----- | ----- | ----- | ----- |
| 585   | 589   | 592   | 528   | 509   | 455   | 480   |

График промене броја становника у току последњих година